# Agustín Acosta (Schriftsteller)
Agustín Acosta y Bello (* 12. November 1886 in Matanzas, Provinz Matanzas; † 12. März 1978 in Miami, Florida) war ein kubanischer Politiker und Schriftsteller.

## Leben
Nach der Schulzeit in seiner Heimatstadt studierte Acosta an der Universität von Havanna Rechtswissenschaften. 1918 konnte er dieses Studium erfolgreich mit einer Dissertation im Fach Zivilrecht abschließen. 1921 ließ er sich in Jagüey Grande (Provinz Matanzas) als Anwalt und Notar nieder. Politisch engagiert, war er während der Diktatur von Präsident Gerardo Machado inhaftiert.
Als nach dem Sturz von Machado Präsident Carlos Mendieta y Montefur an die Macht kam, wurde Acosta 1933 Chef der Übergangsregierung der Provinz Matanzas und blieb dies bis 1934. Zwischen 1936 und 1944 diente er als gewählter Senator im Oberhaus des kubanischen Parlaments; von 1936 bis 1937 fungierte er als Präsident der Partido Unión Nacionalista (Partei Nationalistische Union). 1938 wurde Acosta in die Academia Nacional des Artes y Letras de Cuba aufgenommen; kurze Zeit später wurde er Mitglied der Academia Cubana de la Lengua.
Parallel zu seinen politischen Ämtern entstand ein beachtliches literarisches (meist lyrisches) Œuvre. Zusammen mit Regino Boti und José Manuel Povera stand Acosta am Ende des kubanischen Modernismo. Acosta selbst gilt als einer der ersten Vertreter der kubanischen Poesía social (Arbeiterlyrik). Er publizierte in nahezu allen wichtigen Zeitungen und Zeitschriften, wie „Las Antillas“, „Carteles“, „El Cubano Libre“, „Diario de la Marina“ und „El Fígaro“.
1972 verließ Acosta seine Heimat gemeinsam mit seiner Ehefrau Consuelo Díaz Carrasco (1910–2006) für immer und ließ sich in Miami nieder, wo seit einigen Jahren bereits seine Tochter und seine Enkel lebten. Dort fand er auch seine letzte Ruhestätte, nachdem er am 12. März 1978 im Alter von 91 Jahren starb.

## Ehrungen
- 1955 verlieh ihm der kubanische Kongress (beide Häuser des Parlaments) den Ehrentitel Poeta Nacional (Nationaldichter). Vor Acosta erhielten nur José María Heredia (1803–1839) und Julián del Casal (1863–1893) diese höchste Ehre, nach Acosta unter der kommunistischen Regierung Fidel Castros nur Nicolás Guillén (1902–1989). 1961 erkannte die Revolutionsregierung Acosta den ursprünglich auf Lebenszeit verliehenen Ehrentitel ab.

## Werke (Auswahl)
Einzelausgaben
- Ala. 1915.
- Hermanita. Poemas. Imprenta „Siglo XX“, Havanna 1923.
- La zafra. Poema de combate. Editorial Minerva, Havanna 1926.
- Los camellos distantes. Editorial Molina, Havanna 1936.
- Martí, su obra y su apoteosis. 1941
- Últimos instantes. 1941
- Las islas desoladas. Editorial Verdugos, Havanna 1943.
- Poema del centenario. 1953
- ¿Fué Martí precursor del modernismo? 1955
- Jesús. 1957
- En torno a la poesía de Manuel Gutiérrez Nájera. 1959
- Caminos de hierro. 1963
- El apóstol y su isla. 1974 ISBN 978-84-399-2442-5
- Trigo de Luna. 1979

Werkausgaben
- Sus mejores poesías. Ediciones Brugueras, Barcelona 1955.
- Alero. Poemas. Neuaufl. S.C.P., Havanna 1957.
- Ultíma poesía. Editorial Matanzas, Matanzas 2005, ISBN 959-268-067-1.